# Resolució 1036 del Consell de Seguretat de les Nacions Unides
La Resolució 1036 del Consell de Seguretat de les Nacions Unides fou adoptada per unanimitat el 12 de gener de 1996. Després de reafirmar totes les resolucions sobre Geòrgia, en particular la 993 (1995), el Consell ha discutit els esforços per assolir un acord polític entre Geòrgia i Abkhàzia i va ampliar el mandat de la Missió d'Observació de les Nacions Unides a Geòrgia (UNOMIG) per sis mesos fins al 12 de juliol de 1996.
El novembre de 1995 es van celebrar eleccions presidencials a Geòrgia i el Consell espera que contribuirien a un acord sobre el conflicte a Abkhàzia. També va reafirmar el dret de tots els refugiats a retornar la regió, que estava sent obstruïda per les autoritats abkhazes. La situació humanitària s'havia deteriorat, especialment a la regió de Gali, i hi havia preocupacions sobre la violència i els assassinats en aquesta regió. La cooperació entre la UNOMIG i la força de manteniment de la pau de la Comunitat d'Estats Independents (CIS) va ser ben rebuda, i el Acord d'Alto el Foc i Separació de Forces s'estava respectant.
Al Consell de Seguretat li preocupava que es retardessin les converses sobre un acord general. Promovent més esforços per part de l'Organització per a la Seguretat i la Cooperació a Europa (OSCE), el Consell va exigir que Abkhàzia avancés en les converses i permetés el retorn segur dels refugiats i les persones desplaçades. A més, es van condemnar els homicidis ètnics i les violacions de drets humans a Abkhàzia.
Les dues parts van ser instruïdes per millorar la cooperació amb la UNOMIG i les forces de manteniment de la pau fr la CEI, especialment pel que fa a les inspeccions de llocs d'armes pesants, i se li va demanar al secretari general Boutros Boutros-Ghali que informés al cap de tres mesos sobre la situació al regió.